# L-Plan-Architektur

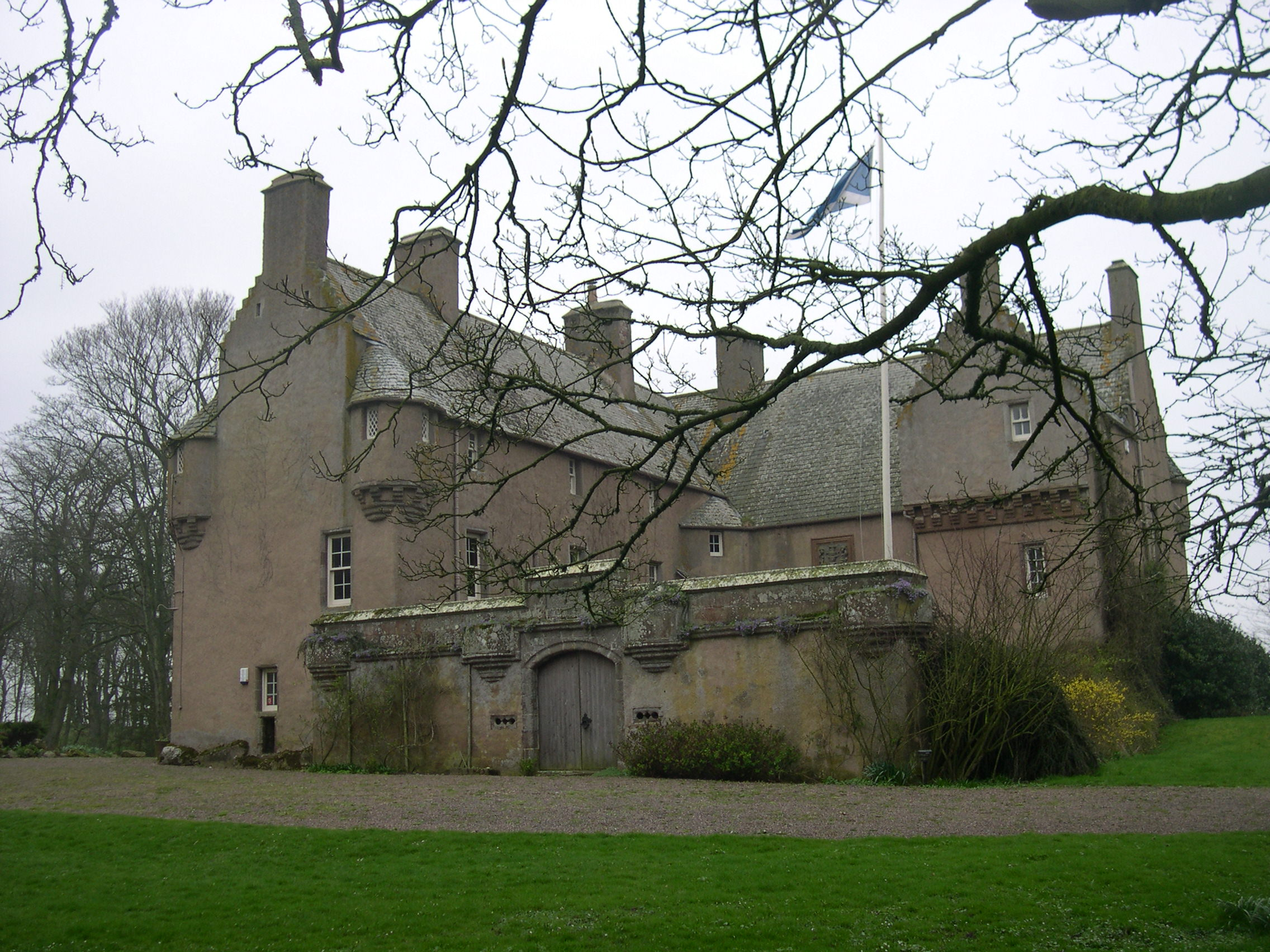
Muchalls Castle in Schottland

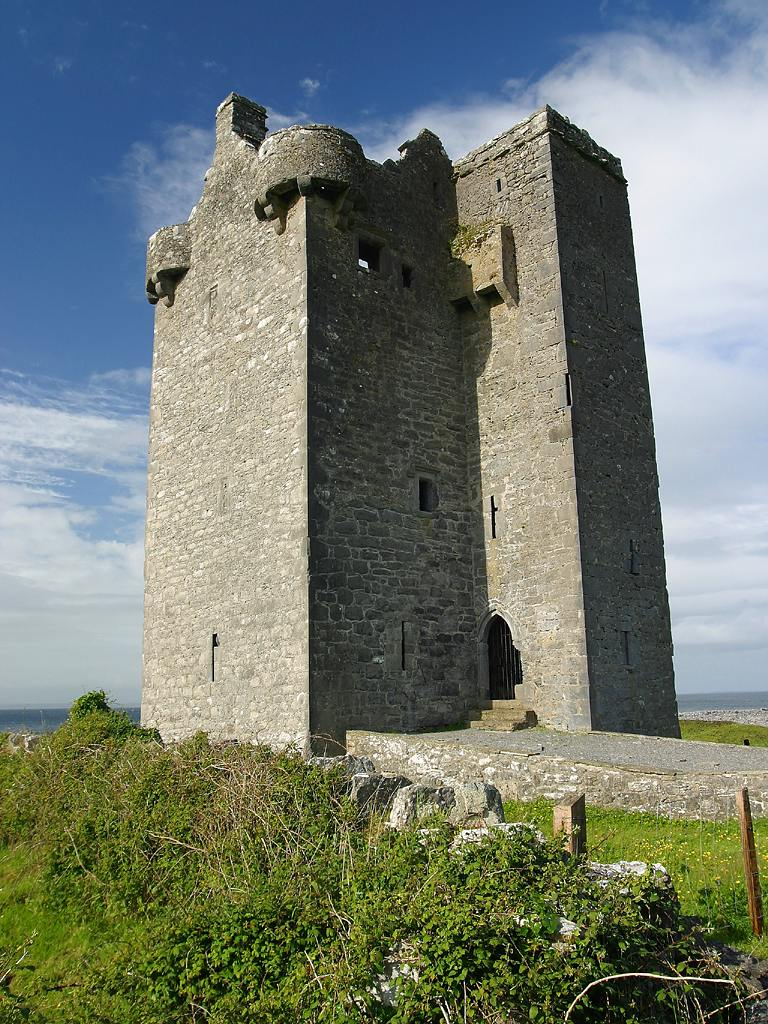
Gleninagh Castle, County Clare, Irland

Als L-Plan-Architektur werden Burgen und Wohntürme in der Form eines L, typisch für das 13. bis 17. Jahrhundert, bezeichnet. Diese Konstruktion ist recht häufig in Schottland anzutreffen, aber auch in England, Irland, Rumänien, Sardinien und anderen Regionen. Der L-Plan ging als Erweiterung aus dem Blockhaus oder einem einfachen viereckigen Turm im Frühmittelalter hervor. Mit Verbesserung der Bautechniken wurde es möglich, ein größeres Fundament und eine komplexere Form zu bauen. Eine Motivation für den L-Plan war die damit verbundene Möglichkeit, die Eingangstür durch Feuerschutz von den angrenzenden Wänden zu verteidigen. Dieser Kunstgriff wurde besonders durch das Aufkommen der von den Angreifern verwendeten Kanonen befördert.
Es war üblich, für die Verbindung der beiden Flügel sehr dicke Mauern zu verwenden. Beispielsweise sind die Steinmauern von Muchalls Castle in Schottland am Boden über vierzehn Fuß dick. Die im 13. Jahrhundert gebauten Wälle tragen einen Wehrturm. Eine Rekonstruktion aus dem 17. Jahrhundert bestand wahrscheinlich aus einem gleich großen Bauwerk.
Weitere Beispiele für die schottischen L-Plan-Burgen sind:
- Culzean Castle, im späten 16. Jahrhundert in Ayrshire erbaut
- Dalhousie Castle, im 15. Jahrhundert als Wohnturm nahe Dalkeith in Lothian errichtet
- Dunnottar Castle, eine teilweise zerstörte Burg auf einer Klippe an der Nordsee nahe Stonehaven
- Erchless Castle, eine normannische Burg aus dem 14. Jahrhundert in Invernessshire
- Fernie Castle, im 16. Jahrhundert in Fife erbaut
- Neidpath Castle, vom Clan Fraser im 13. Jahrhundert bei Peebles errichtet

Beispiele für irische L-Plan-Architektur sind Balingarry Castle in Balingarry, das ursprünglich als vornormannische Ringburg erbaut war, aber zum hochmittelalterlichen L-Plan-Wohnturm umgebaut wurde, und Gleninagh Castle aus dem 16. Jahrhundert, das nur teilweise erhalten ist. Der L-Plan diente auch als Vorlage für Rathmore Castle im County Meath.
Als Beispiel für Osteuropa ist die Burg Herasti in Ilmov in Rumänien zu nennen, die Teile der italienischen Renaissance umfasst. In Cagliari auf Sardinien sind zwei verbliebene Gebäude im L-Plan-Stil als Pisaner Türme bekannt; ein dritter wurde von englischer und spanischer Marine zerstört. Die Gebäude datieren aus dem Jahr 1217 und sind jeweils 30 Meter hoch. Sie dienten als wichtige Wachtürme über die See und das Inselinnere.